# 버먼
버먼(Birman)은 몸집이 크고 강한 머리를 가지고 있다. 털이 많은 꼬리와 짧은 다리를 가진 크고 길쭉한 체구의 고양이이다. 둥근 머리에는 굽은 코와 푸른 눈, 둥근 귀가 있다. 털은 길고 부드러우며 발목 부분은 항상 흰색의 털로 덮여 있다.